# Корелы (Архангельская область)
Корелы — деревня в Приморском районе Архангельской области. Входит в состав сельского поселения МО «Талажское».

## География
Деревня Корелы расположена на острове Повракульский на левом берегу  протоки Северной Двины Кузнечихи. К западу от деревни Корелы находится Маймаксанский округ городского округа «Архангельск», к югу — Северный округ Архангельска и деревня Повракульская. Напротив деревни, на правом берегу Кузнечихи, находится устье реки Войжановка.

## История
В 1859 году деревня Корелы входила в Архангельский уезд Архангельской губернии.
10 февраля 1931 года вышло постановление ВЦИК подчинить Архангельскому горсовету Повракульский сельсовет Приморского района Северного края.
В июле 1987 года был сформирован Повракульский Совет народных депутатов.
С 2004 года по 2015 год деревня Корелы входила в состав МО «Повракульское».
Законом Архангельской области от 28 мая 2015 года № 289-17-ОЗ, муниципальное образование «Повракульское» было упразднено, а деревня вошла в состав Талажского сельского поселения.

## Население
| 2002 | 2010 | 2012 |
| ---- | ---- | ---- |
| 8    | ↘5   | ↗6   |

В 2002 году в деревне Корелы 10 человек (русские — 90 %)

### Карты
- Корелы на карте Wikimapia